# Paul Duarte
Paul „SnakeBite“ Duarte (* 3. Mai 1995) ist ein amerikanischer E-Sportler, der besonders für seine Erfolge im Videospiel Halo bekannt ist.

## Halo

### Anfänge
Seine ersten kompetitiven Erfahrungen hat SnakeBite im Jahre 2006 gesammelt. Zu diesem Zeitpunkt war er elf Jahre alt und nahm an den MLG New York Playoffs 2006 teil, wo er es ohne Team in die besten 64 Plätze schaffte. Von 2008 bis 2014 war er Bestandteil mehrerer Teams, darunter auch Status Quo, mit denen er den ersten Platz bei der MLG Winter Championship 2012 erreichte.

### Counter Logic Gaming
Im November 2014 trat SnakeBite dem Team Counter Logic Gaming bei, welches im Verlauf der Zeit als unaufhaltbar bezeichnet wurde, was sich dadurch zeigte, dass sie nur eine einzelne Niederlage während der HCS Pro League Summer Season zu verzeichnen hatten. Unter diesem Team erzielte er auch den Sieg bei der Halo World Championship 2016, wo das Team als Sieger einen Preis von einer Million US-Dollar für sich sichern konnte. Im September 2016 gab Counter Logic Gaming das Halo-Team frei, um sich mehr den anderen Spielen zu widmen, welches in Folge von Optic Gaming übernommen wurde.

### Optic Gaming
Nach der Übernahme des Counter Logic Gaming Teams durch Optic Gaming im September 2016, konnte das Team an die alten Erfolge anknüpfen. So erzielte SnakeBite unter Optic Gaming den ersten Platz bei der Halo World Championship 2017.

## Erfolge (Auswahl)
SnakeBite konnte bisher einige Erfolge erzielen. In folgender Tabelle werden die relevantesten aufgelistet:
|                       | Turnier                           | Teampreis  | Team                 |
| --------------------- | --------------------------------- | ---------- | -------------------- |
| Gold medal icon blank | Halo World Championship 2017      | $500,000   | Optic Gaming         |
| Gold medal icon blank | Halo World Championship 2016      | $1,000,000 | Counter Logic Gaming |
| Gold medal icon blank | HWC NA Regional Finals 2016       | $20,000    | Counter Logic Gaming |
| Gold medal icon blank | X Games Aspen 2016                | $10,000    | Counter Logic Gaming |
| Gold medal icon blank | HCS Season 2 Finals               | $30,000    | Counter Logic Gaming |
| Gold medal icon blank | HCS Indianapolis 2015             | $12,000    | Counter Logic Gaming |
| Gold medal icon blank | HCS Season 1 Finals               | $20,000    | Counter Logic Gaming |
| Gold medal icon blank | Gamers For Giving 2015            | $3,000     | Counter Logic Gaming |
| Gold medal icon blank | UGC St. Louis 2015                | $4,750     | Counter Logic Gaming |
| Gold medal icon blank | Iron Games Columbus 2014          | $8,000     | Counter Logic Gaming |
| Gold medal icon blank | ESL MCC Launch Invitational       | $6,000     | Shoot to Kill        |
| Gold medal icon blank | MLG Fall Championship 2012        | $6,000     | Status Quo           |
| Gold medal icon blank | MLG Winter Championship 2012      | $20,000    | Status Quo           |
| Gold medal icon blank | MLG Providence Championships 2011 | $60,000    | Warriors             |
| Gold medal icon blank | MLG Orlando 2011                  | $8,000     | Warriors             |